# Pont Alexandre III

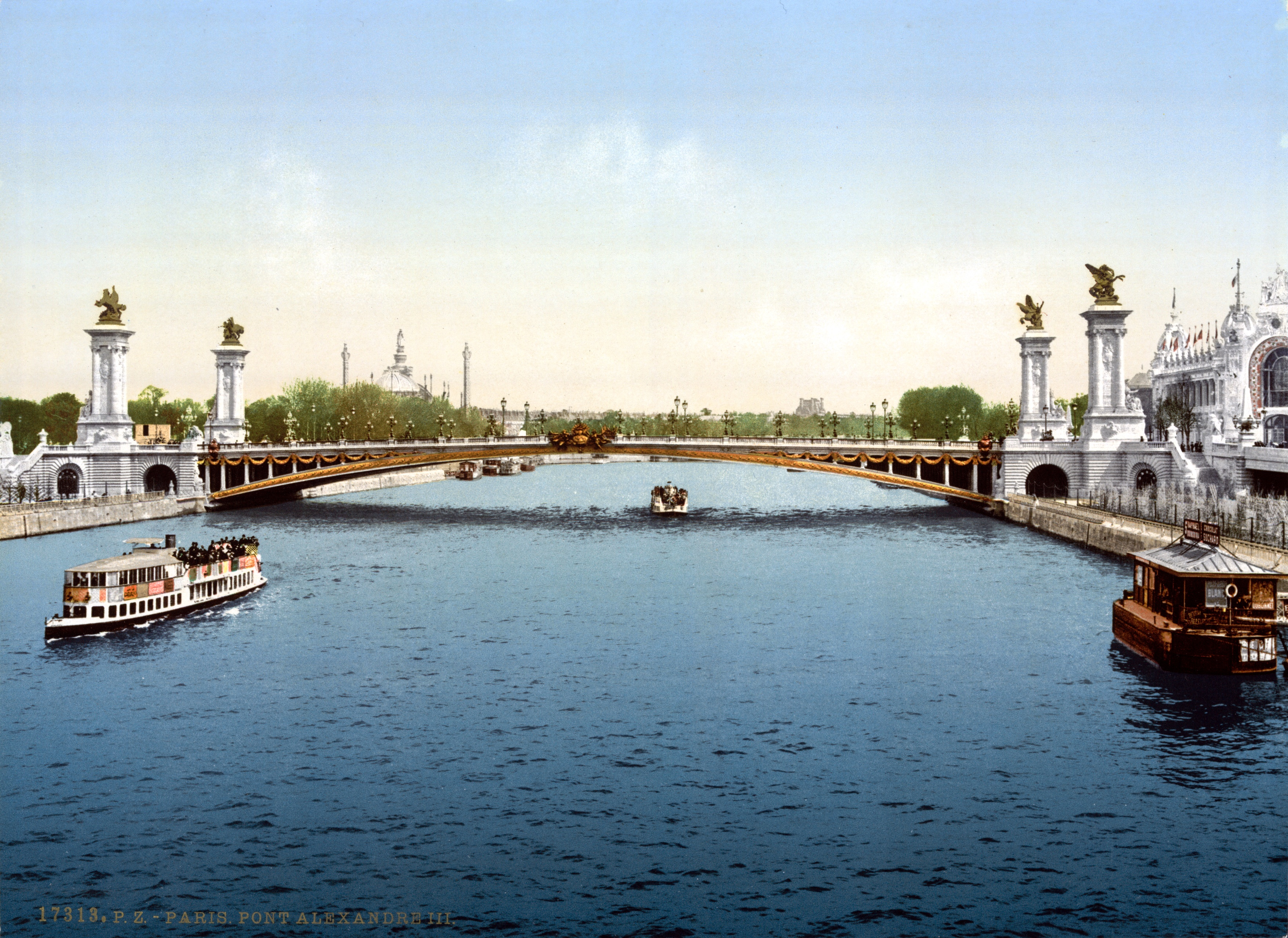
Pont Alexandre III kort efter invigningen.

Pont Alexandre III är en bro över Seine i Paris, mellan Place des Invalides och Champs-Élysées, som uppfördes till världsutställningen 1900. Bron byggdes som minne för den fransk-ryska vänskapen och uppkallades efter tsar Alexander III av Ryssland. I närheten finns Hôtel des Invalides.
Bron är utförd i ett spann om 107,5 meters längd samt mäter 40 meter i bredd, därav 20 meter för körbanan och 10 meter för varje gångbana. Landfästena är neddragna till respektive 7,5 och 8,9 meter under Seinens medelvattennivå och grundlagda på gruslager utan vidare preparering av detta. Grunderna är gjorda i betong inom plåtkasuner, som sänkts under användande av pressluft, så kallad pneumatisk grundläggning. Broöverbyggnaden är konstruerad såsom ett valv med länkar i krönet och vid valvstödet samt har fått en båghöjd av endast 6,28 meter, motsvarande omkring 1:17 av spännvidden.
Den bärande konstruktionen inom valvet utgörs av 15 bågar, var och en sammansatt av 32 gjutstålsstycken. På bågarna är vertikala ståndare uppställda för bärande av brobanan. I denna är körbanan belagd med träkubb och gångbanorna med gjutasfalt. Brobyggnaden, som har en elegant utstyrsel, kostade 6,6 miljoner franc. Den här för första gången i stor skala använda metoden att sammansätta de bärande bågarna av stora gjutstålsstycken med ett fåtal förbindningar kan anses vara ett framsteg inom brobyggnadstekniken, där man tidigare utfört liknande konstruktioner av en mängd sammannitade fasonjärn av klenare dimensioner.
Vid varje broände finns pelare med statyer som föreställer Pegasos.
I närheten av bron ligger underjordiska Invalides station som trafikeras av Paris pendeltåg samt Paris metro.
Under de olympiska sommarspelen 2024 byggdes en tillfällig arena upp på och kring bron. Arenan användes för simning i öppet vatten, triathlon samt målgång i tempolopp på cykel.